# 't Veerhuis
't Veerhuis was een restaurant in Wolphaartsdijk. Het restaurant had in de periodes 1976-1988 en 2008-2009 een Michelinster. 
De zaak werd in deze laatste periode gerund door Co en Marianne Simmers, die besloten het restaurant naar Goes te verhuizen. Deze verhuizing mislukte echter, en vrij kort na de herstart in Goes, onder de nieuwe naam Simmers & Co., ging het restaurant definitief dicht.
Op de locatie in Wolphaartsdijk opende in 2011 gedurende korte tijd restaurant Katseveer zijn deuren, tijdens een verbouwing van het eigen pand. In 2015 opende in het pand een nieuw restaurant: Meliefste.